# Artèria coronària

Imatge esquemàtica del cor que mostra les artèries coronàries

Vasos sanguinis del cor. Artèries:
ACD/AMD = artèria coronària dreta/branca marginal dreta, ACI= artèria coronària esquerra, RRAA-ACD= branques atrials de l'artèria coronària dreta

S'anomenen artèries coronàries les artèries que irriguen el miocardi del cor. S'originen en els sinus aòrtics (de Valsalva) esquerre i dret de la vàlvula aòrtica, que regula el flux de sang del ventricle esquerre cap a l'aorta. Són dues: l'artèria coronària dreta i l'artèria coronària esquerra.
L'artèria coronària dreta emergeix entre l'orelleta auricular dreta i l'origen de la pulmonar, s'introdueix en el solc coronari (aurículo-ventricular) dret i el recorre fins a arribar al solc interventricular posterior, en el qual s'introdueix i aleshores s'anomena artèria interventricular posterior. Pot acabar en la part inferior del solc interventricular inferior (posterior) o bé anastomosar-se amb l'artèria interventricular anterior que al seu torn és una branca de l'artèria coronària esquerra. Es divideix en dues branques principals; l'artèria descendent posterior i l'artèria marginal dreta. L'artèria coronària dreta irriga fonamentalment el ventricle dret i la regió inferior del ventricle esquerre.
L'artèria coronària esquerra té un tronc comú originat en l'ostium coronari aòrtic corresponent, tronc que es bifurca a poca distància del seu origen en l'artèria descendent anterior i l'artèria circumflexa. L'artèria descendent anterior irriga la cara anterior i lateral del ventricle esquerre i també la paret interventricular per les seves branques septals. L'artèria circumflexa irriga la cara posterior del ventricle esquerre.

## Patologia
Hi ha diferents tipus de patologies coronàries encara que la més freqüent és l'ateroesclerosi coronària que dona lloc a la cardiopatia isquèmica.

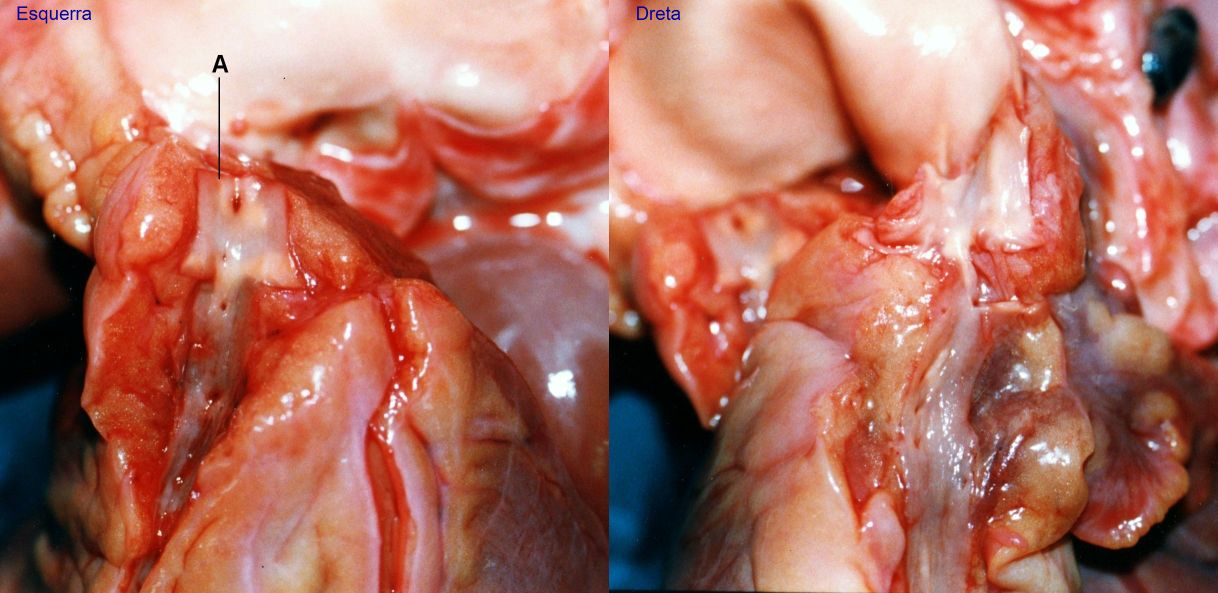
Porció proximal de les dues artèries coronàries principals (A: placa d'ateroma).

La cardiopatia isquèmica és una de les principals causes de mortalitat a nivell mundial i més del 90% dels casos són secundaris a l'estenosi o l'oclusió de les coronàries a conseqüència de la formació de plaques d'ateroma dins de dites artèries. Pot manifestar-se de manera aguda en tres principals síndromes coronaris: angina inestable, infart sense elevació del segment ST i infart de miocardi amb elevació del segment ST.
Existeixen diverses anomalies coronàries congènites, algunes de les quals poden augmentar el risc d'isquèmia miocardíaca o mort sobtada d'origen cardíac. La tipologia de dites anomalies és amplia: absència d'una coronària, origen ectòpic als sins aòrtics d'una d'elles, estenosi a una o més artèries, fístula arterio-arterial o origen anòmal de la coronària dreta o esquerra a l'artèria pulmonar, per exemple. Moltes d'aquestes malformacions s'observen també en animals.
Els aneurismes coronaris (dilatacions de les artèries > 1,5 vegades per sobre del seu diàmetre de referència) no són gaire freqüents. Si bé la seva etiologia pot ser inflamatòria (malaltia de Kawasaki, p.e.), per trastorns del teixit connectiu (com la síndrome de Marfan), infecciosa o traumàtica, l'arterioesclerosi és la causa més habitual (un ~50% dels casos). En el cas de la vasculitis de Kawasaki infantil, s'ha assenyalat algun anticòs monoclonal emprat per tractar-la (tocilizumab) com a factor accelerant del desenvolupament d'aneurismes coronaris. Aneurismes coronaris micòtics han estat complicacions derivades d'intervencions quirúrgiques cardíaques o d'endocarditis fúngiques.
Altres tipus d'endocarditis infecciosa d'etiologia bacteriana poden embolitzar les coronàries i ocluïr la seva llum amb conseqüències molts greus.
S'han descrit disseccions coronàries espontànies i causades per traumatismes de diversa índole.